# Verseau (bateau)
Pour les articles homonymes, voir Verseau (homonymie).
Le Verseau , indicatif visuel, M651 est un chasseur de mines type tripartite, classe Eridan en service dans la Force navale belge avant d'être revendu à la France en 1997, il a servi jusqu'en 1993 dans la marine belge sous l'appellation M920 Iris.
Ses missions sont « la détection, la localisation, la classification, l'identification puis la destruction ou neutralisation des mines par fonds de 10 à 80 mètres, le guidage des convois sous menace de mines et la pénétration sous la mer, la recherche d'épaves ».

## Histoire
Désarmé en 2010, après avoir été amarré dans le port de Brest, il fut déplacé en janvier 2020 au Cimetière des navires de Landévennec dans l'attente de son démantèlement.